# Театр в порту Гамбурга
«Теа́тр в порту́ Га́мбурга» (нем. Das Theater im Hafen Hamburg) — театр, расположенный в городском порту Гамбурга, Германия.

## История
Здание театра возвели в 1994 году на месте бывшей верфи Стюлкен всего за восемь месяцев специально для постановки мюзикла «Приятель». Отсюда театру было дано соответствующее название — «Музыкальный театр „Приятель“» (нем. Buddy Musicaltheater). Зрительный зал первоначально был рассчитан на 1500 человек. Строительство обошлось 15 млн. немецких марок.
В апреле 2001 года собственником театра становится компания «Stage Entertainment Germany». Она реконструирует театр, переделав сцену, зрительный зал и фойе. В пределах стеклянного фасада был размещён ресторан площадью 600м² и вместимостью до 220 человек. Отсюда открывается вид на Эльбу и центр Гамбурга. На стенах фойе и ресторана была устроена выставка картин, а в открытом комплексе установлены две скульптуры Ники де сен-Фалль. Вместимость зала была увеличена до 2030 человек. Театр получил новое имя — «Театр в порту Гамбурга». 

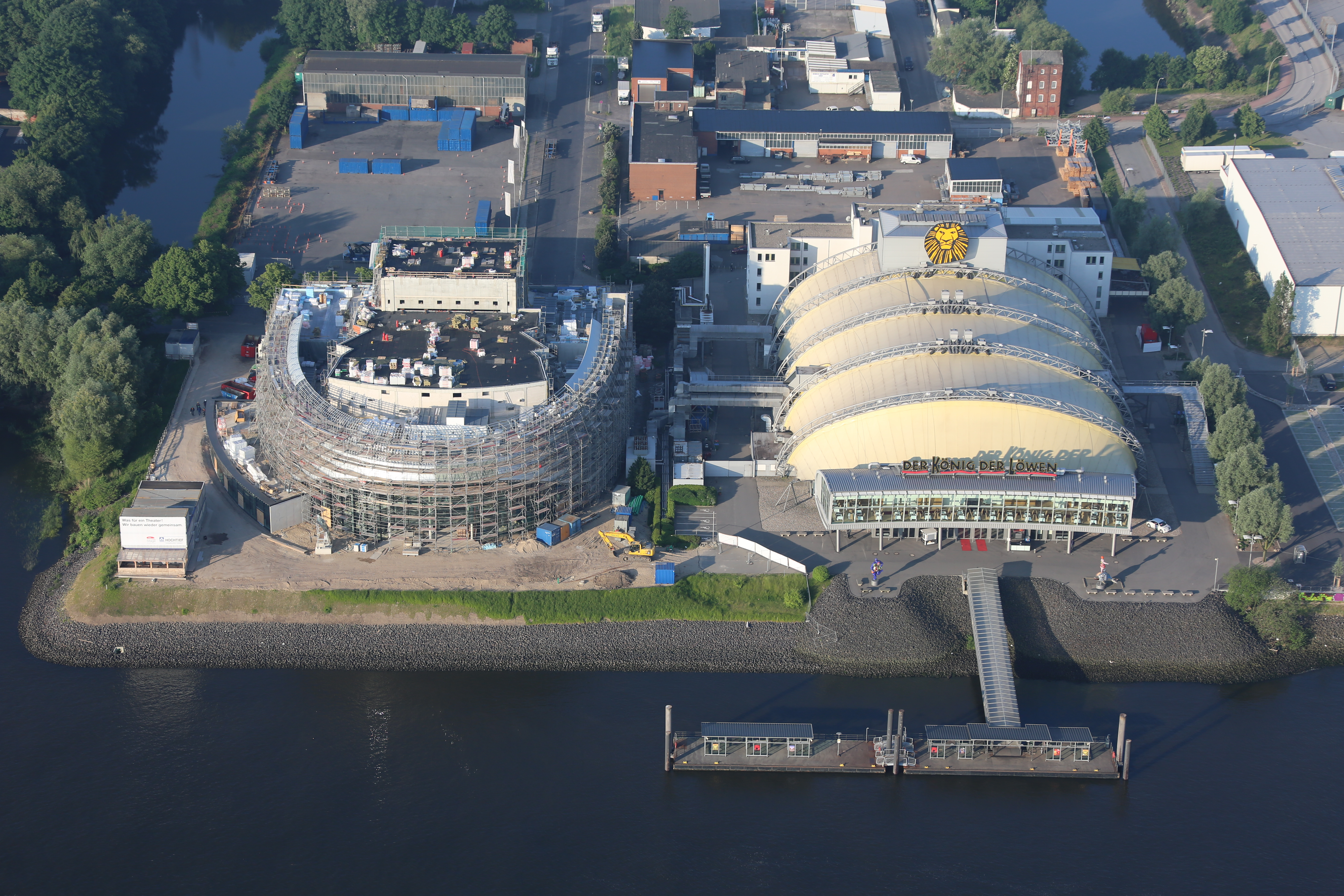
Июнь 2013 года: «Театр на Эльбе» (слева, строится) и «Театр в порту Гамбурга» (справа).

Все эти капитальные изменения в театре были приурочены к немецкой премьере мюзикла «Король лев», первый спектакль которого состоялся здесь 2 декабря 2001 года. Эта постановка идёт уже 13 лет, что позволяет ставить различные театральные рекорды в Германии. В октябре 2014 года «Короля льва» посетил десятимиллионный зритель.
10 ноября у театра появился сосед: «Stage Entertainment Germany» открыла рядом с ним «Театр на Эльбе», который стал первым театром, созданным компанией „с нуля“.

## Постановки в театре
| Дата открытия | Дата закрытия | Постановка   | Жанр            | Примечания        |
| ------------- | ------------- | ------------ | --------------- | ----------------- |
| 16.12.1994    | 07.04.2001    | «Приятель»   | джукбокс-мюзикл |                   |
| 02.12.2001    | в прокате     | «Король лев» | мюзикл          | Немецкая премьера |

## Технические данные
- Вместимость зала: 2030 зрителей (1406 в партере и 624 на балконе);
- Площадь сцены: 270м² (включая дополнительные сцены — 883м²);
- Размеры портала сцены: 14,5 метра (ширина) и 7 метров (высота).